# ウィリアムズ・FW11
ウィリアムズ・FW11 (Williams FW11) は、ウィリアムズが1986年のF1世界選手権参戦用に開発したフォーミュラ1カー。設計者はパトリック・ヘッド。1987年はFW11Bが使用された。
コンストラクターズチャンピオンを2度（1986年、1987年）、ドライバーズチャンピオンを1度（1987年：ネルソン・ピケ）獲得した。
エンジンは1983年の最終戦から続くホンダ製ターボエンジン（RA165E系列）を搭載した。

## FW11
FW11は、1986年シーズンに投入された車両である。FW10の後継モデルで、ウィリアムズのカーボンモノコックシャシーとしては第2世代になる。設計には、ゼネラル・エレクトリック（GE）傘下のCALMA製CAD/CAMを使用した。
開幕戦ブラジルGPにスペアカーも含め3台のFW11が用意された。シーズンを通じ、FW11は6台が製造された。
エンジンはホンダのRA166Eを搭載。前作RA165Eよりもスモールボア・ロングストローク化がなされた。またFW11から、ホンダによる無線を使用した双方向通信（テレメトリーシステム）が導入された。
開幕戦がウィリアムズおよびホンダエンジンでの初レースだったネルソン・ピケにより勝利を挙げたFW11は、パトリック・ヘッドが設計したマシンでは初めてデビューレースで勝利を挙げることに成功した。
ナイジェル・マンセルも第5戦ベルギーGPでシーズン初優勝を挙げると以後5レースで4勝を挙げ、ピケも第10戦ハンガリーGPからの4戦で3勝を挙げ応戦。FW11は全16戦のうち9勝を挙げる同年の最速マシンであった。第14戦ポルトガルGP予選からはターボ用吸入ダクトがそれまでのサイドポンツーンサイド部から、シュノーケルタイプのダクトをサイトポンツーン上に突き出すタイプが投入され、第15戦メキシコGPからは決勝レースでもシュノーケルダクト仕様で出走するようになった。
FW11によりウィリアムズ・ホンダはコンストラクターズ・チャンピオンを獲得。ホンダにとってF1での初タイトル獲得車となった。しかしドライバーズタイトルは、ピケとマンセルのチームメイト同士に、マクラーレンのアラン・プロストを加えた激しい争いが最終戦にまでもつれ込み、結局プロストが漁夫の利をさらう格好になりマンセルがランキング2位、ピケがランキング3位となった。同年No.1待遇で契約したピケの契約金が日本円にして7億円、マンセルの契約金は1億円弱だったとされ 、契約上はピケの完全No.1待遇であった。しかし開幕前にオーナーのフランク・ウィリアムズが交通事故で下半身不随になる混乱の中、イギリスのチームであるウィリアムズ内部ではイギリス人であるマンセル派と、ホンダがバックアップするピケ派に二分された。当初の構想ではピケにはチームボスであるフランクが付き、マンセルにはヘッドが付きシーズンを戦うはずだった。本来ならばボスが抜けた穴にはヘッドが移ってピケ車の担当になるのが筋であったが、ヘッドはそのままマンセルを支える立場を続け、ピケの担当には空力デザイナーのフランク・ダーニーを当てがった。
前年終盤より好成績を続けたことでマンセルも自信を持ち、ピケをサポートせず自らチャンピオン獲得を目指した結果、最強エンジンを有し、チャンピオン最有力チームでありながら2人ともチャンピオンを逃した。最終戦終了直後にその理由は何故かとメディアに問われたピケは「No.1が二人いたからだ。」と述べ、チーム力が分散してしまったチームのマネージメントを非難した。加えて二年後のインタビューでピケは「マンセルは1986年のブランズハッチで優勝して、その翌週にフェラーリからマンセルを獲得したいと声がかかった。するとフランク（・ウィリアムズ）は、急にマンセルに多くのことを約束して、ウィリアムズに残ってくれと懇願した。それから僕には多くの腹の立つ出来事が起こり始めた。No.1のはずの僕はアクティブライド・サスペンションのテストドライバーに成り下がってしまった。サス開発のテスト走行を全てこっちにやらせて、もう一人はレースだけに集中してて良いなんてやり方は承服できなかった。」と1986年の内情を暴露している。

### スペック
- ホイールベース 2,855 mm
- 前トレッド 1,829 mm
- 後トレッド 1,676 mm
- クラッチ　ボーク＆ベック
- ブレーキキャリパー　AP
- ブレーキディスク・パッド　SEP
- ホイール フォンドメタル
- タイヤ グッドイヤー
- ダンパー ペンスキー
- 燃料タンク容量 195L
- 車体重量 540kg
- エンジン ホンダRA166E
- 気筒数・角度　V型6気筒・80度
- 排気量 1,494cc
- 最高出力 1050ps以上 (776kW)/11600rpm（レース中）[14][15]
- スパークプラグ NGK
- 燃料・潤滑油 モービル

### 記録
| 年   | No. | ドライバー | 1   | 2   | 3   | 4   | 5   | 6   | 7   | 8   | 9   | 10  | 11  | 12  | 13  | 14  | 15  | 16  | ポイント | ランキング |
| 年   | No. | ドライバー | BRA | ESP | SMR | MON | BEL | CAN | DET | FRA | GBR | GER | HUN | AUT | ITA | POR | MEX | AUS | ポイント | ランキング |
| ---- | --- | ---------- | --- | --- | --- | --- | --- | --- | --- | --- | --- | --- | --- | --- | --- | --- | --- | --- | -------- | ---------- |
| 1986 | 5   | マンセル   | Ret | 2   | Ret | 4   | 1   | 1   | 5   | 1   | 1   | 3   | 3   | Ret | 2   | 1   | 5   | Ret | 141      | 1位        |
| 1986 | 6   | ピケ       | 1   | Ret | 2   | 7   | Ret | 3   | Ret | 3   | 2   | 1   | 1   | Ret | 1   | 3   | 4   | 2   | 141      | 1位        |

- 太字はポールポジション、斜字はファステストラップ。(key)

### その後
2号車はホンダが所有し日本のホンダコレクションホールに保存されていたが、2025年のグッドウッド・フェスティバル・オブ・スピードに参戦するためフルレストアされることになり、同年初頭にイギリスのウィリアムズ（ヘリテージ部門）に送られた。ウィリアムズでは約3ヶ月をかけてマシンを完全に分解・再組み立てし、カルン・チャンドックによるテストドライブを経て、6月の本番ではチャンドックに加えナイジェル・マンセル/リカルド・パトレーゼ/ティエリー・ブーツェンがマシンをドライブした。

## FW11B

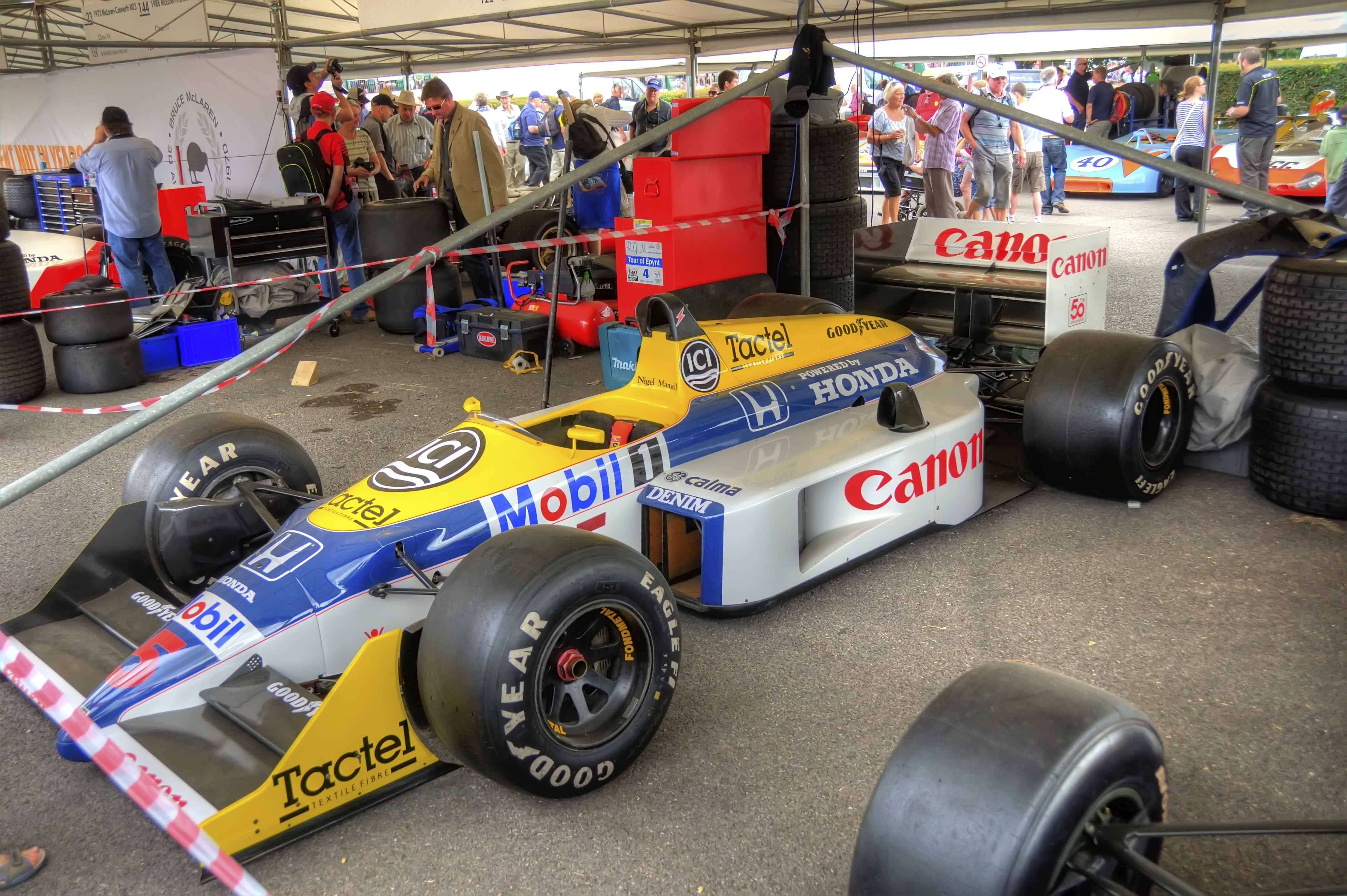
グッドウッド・フェスティバル・オブ・スピード2010で展示されるFW11B

FW11Bは、1987年シーズンに投入された車両である。
エンジン面ではターボエンジンの最大ブースト圧を4バール以下とする（4バールを超えた場合はポップ・オフ・バルブが開きブースト圧を低下させる）新しいレギュレーションに対応した新エンジン・RA167Eを搭載。ポップ・オフ・バルブ対策として、当時使用されていた特殊燃料に対応した吸気温度コントロールシステムを新たに導入し、予選仕様で1000馬力を超える出力を絞り出した。公式な仕様紹介では最高出力1050ps以上／11600rpmとされているが、実戦でFW11Bに乗っていたナイジェル・マンセルは「予選では、1500馬力まで出した」と述べている。
イタリアGPにおいて、ウィリアムズとしては初の実戦投入となるアクティブサスペンション車（但し、商標の関係上、ウィリアムズでは"リアクティブサスペンション"という名称を用いる）をピケが使用し、勝利を収めた。コンストラクターズ、ドライバーズ（ネルソン・ピケ）の両タイトルを獲得した。
最終戦のオーストラリアGPには、前戦の日本GPで負傷したマンセルの代わりに、リカルド・パトレーゼが搭乗した。
ダブルタイトルを獲得したものの、チームからの扱いに不満を抱いたピケはこのシーズン限りでロータスへの移籍を決断しチームを去り、ホンダもウィリアムズの運営姿勢に不満を持ち、同年限りでエンジン供給を打ち切るとロータスとマクラーレンの2チームへと供給先を切り替えた。FW11Bはコース上で最速を誇ったものの、短期間に多くのものが失われる幕切れとなった。

### スペック
- ホイールベース 2,845 mm
- 前トレッド 1,778 mm
- 後トレッド 1,625.6 mm
- クラッチ　AP
- ブレーキキャリパー　AP
- ブレーキディスク・パッド　SEP
- ホイール フォンドメタル
- タイヤ グッドイヤー
- ダンパー ショーワ
- 燃料タンク容量 195L
- 車体重量 540kg
- エンジン ホンダRA167E
- 気筒数・角度 V型6気筒ターボ・80度
- 排気量 1,494cc
- 最高出力 1050ps以上/11600rpm[15]
- スパークプラグ NGK
- 燃料・潤滑油 モービル

### 記録
| 年   | No. | ドライバー | 1   | 2   | 3   | 4   | 5   | 6   | 7   | 8   | 9   | 10  | 11  | 12  | 13  | 14  | 15  | 16  | ポイント | ランキング |
| 年   | No. | ドライバー | BRA | SMR | BEL | MON | DET | FRA | GBR | GER | HUN | AUT | ITA | POR | ESP | MEX | JPN | AUS | ポイント | ランキング |
| ---- | --- | ---------- | --- | --- | --- | --- | --- | --- | --- | --- | --- | --- | --- | --- | --- | --- | --- | --- | -------- | ---------- |
| 1987 | 5   | マンセル   | 6   | 1   | Ret | Ret | 5   | 1   | 1   | Ret | 14  | 1   | 3   | Ret | 1   | 1   | DNS | INJ | 137      | 1位        |
| 1987 | 5   | パトレーゼ |     |     |     |     |     |     |     |     |     |     |     |     |     |     |     | 9   | 137      | 1位        |
| 1987 | 6   | ピケ       | 2   | DNS | Ret | 2   | 2   | 2   | 2   | 1   | 1   | 2   | 1   | 3   | 4   | 2   | 15  | Ret | 137      | 1位        |

- 太字はポールポジション、斜字はファステストラップ、INJは負傷欠場。(key)

## FW11C
1987年から1988年にかけてのシーズンオフ、パトレーゼとジャン＝ルイ・シュレッサーをテストドライバーとしてFW11BのモノコックにジャッドCVエンジンを載せ、アクティブサス機構も搭載した暫定テストマシンFW11Cを製作しテストを重ね1988年用マシンであるFW12のためのデータ収集を行った。